# Napheesa Collier
Pour les articles homonymes, voir Collier (homonymie).
Napheesa Collier, née le 23 septembre 1996 à O'Fallon, Missouri, est une joueuse américaine de basket-ball évoluant au poste d'ailière forte. Double championne olympique avec la sélection américaine, lors des éditions 2020 à Tokyo et 2024 à Paris, elle remporte le titre NCAA de 2016 avec les Huskies du Connecticut puis, avec une sélection en sixième position de la draft WNBA 2019 par le Lynx du Minnesota, rejoint la Women's National Basketball Association (WNBA). Meilleure débutante de la saison 2019, elle fait plusieurs fois partie du premier cinq de la ligue, et remporte le trophée de meilleure défenseure en 2024.

## Biographie

### Lycée et université
Dans sa première année de high school à Jefferson City, la moyennes de la native d'O'Fallon atteignent déjà 17,9 points et 9,8 rebonds. En sophomore, elle rejoint Incarnate Word Academy jusqu'à la fin de sa scolarité, qui remporte trois fois le titre de l’État. Dans son premier lycée, elle pratiquait également le triple saut et relais quatre fois 400 mètres. Avec Incarnate Word Academy, ses moyennes en senior sont de 24,6 points et 12,0 rebonds. En 2013, elle forme équipe avec Sophie Cunningham et Cierra Porter pour le championnat national de 3x3 U18 et atteint la finale nationale où elle échoue face à l'équipe menée par Brianna Turner.
Championne NCAA 2016, elle laisse malgré année freshman douloureuse une marque statistique profonde et complète dans l'histoire des Huskies : 3e aux points (2 401), 3e à l'adresse aux tirs (61,4 %), 4e aux rebonds (1 219), 7e aux contres (251) et le record de rebonds captés sur une saison (411 en 2018-2019). Elle est la cinquième des Huskies à cumuler plus de 2 000 points et 1 000 rebonds en carrière avec Maya Moore, Tina Charles, Breanna Stewart et Rebecca Lobo. En 2017, son adresse de 67,8 % est la quatrième plus élevée du pays. En senior, ses statistiques sont de 20,8 points et 10,8 rebonds, ce qui lui vaut le trophée Katrina McClain de la meilleure ailière fort du pays. Elle termine la saison sur neuf double-doubles d'affilée, dont 15 points et 13 rebonds lors de la défaite en demi-finale nationale face aux Fighting Irish de Notre-Dame.

### WNBA
Le Lynx la retient comme sixième choix de la draft WNBA 2019, un rang où Cheryl Reeve ne pensait que ne serait plus disponible celle qu'elle trouve complète comme un « couteau suisse ». Son début de saison lui vaut une sélection au WNBA All-Star Game 2019.
Après une saison WNBA 2021 réussie (16,2 points, 6,6 rebonds, 1,3 inteception et 1,3 contre en 34,6 minutes), elle donne naissance à son premier enfant en mai 2022, cet événement représente un véritable boost dans sa carrière. La saison suivante elle atteint les 21,5 points de moyenne, son record, et augmente presque toutes ses stats. Les capacités dont elle fait preuve la rende complètement imprévisible et donne des migraines au défenseur adverse. Mais c'est aussi vrai de l'autre côté du terrain, son duo avec Alanna Smith représente un mur quasiment impénétrable en face duquel les plus grandes joueuses perdent un bon nombre de plumes.
En 2024, Napheesa Collier réussit à porter une équipe considéré par nombreux spécialistes comme ne faisant pas partie du top 5 en termes de talent, jusqu’en Finales WNBA, le tout assorti d’une campagne individuelle fantastique. « Phee » aurait pu être MVP, tant son impact des deux côtés du terrain, sa fiabilité et sa constance ont permis aux Lynx d’être bien plus que ce que tout le monde avait pu anticiper. L’ancienne joueuse de UConn ne fait que grimper en flèche tournant cette saison à 20,4 points et 10 rebonds de moyenne tout en shootant quasiment à 50%. Désignée Defensive Player of the Year 2024 « MVPhee » est désormais absolument incontournable et crainte par tout le monde.

### Unrivaled
Napheesa Collier crée en 2023 la ligue basket-ball à trois (3×3) Unrivaled avec Breanna Stewart, son ancienne coéquipières aux Huskies du Connecticut. Leur objectif est de proposer aux meilleures joueuses de la Women's National Basketball Association une alternative aux championnats internationaux pendant l'intersaison. Elles l'annoncent en marge du All-Star Game de la WNBA 2023 à Las Vegas.
La première saison commence le 17 janvier 2025. La ligue réunit trente-six joueuses réparties en six équipes et les matchs ont lieu à Miami. Napheesa Collier évolue pour le Lunar Owls Basketball Club, entraîné par Phil Handy. Dans cette équipe, elle retrouve Courtney Williams, avec qui elle a emmené le Lynx de Minnesota en finales WNBA 2024.
Napheesa Collier remporte le tournoi de la mi-saison, en battant Aaliyah Edwards en 1 contre 1. Elle remporte 200 000 dollars.
Elle est nommée MVP de la saison, après avoir mené les Lunar Owls au sommet du classement, avec un bilan de 13 victoires pour 1 défaite. Elle réalise une moyenne de 25,7 points, et se classe dans le top 5 pour les rebonds, avec 10,6 prises par match. Son équipe s'incline en demi-finale contre le Vinyl, malgré ses 36 points inscrits.

## Équipe nationale
Elle dispute 33 rencontres sous le maillot américain, toutes victorieuses, remportant le Championnat des Amériques U18 en 2014, les Jeux olympiques de la jeunesse de 2014 et le Championnat du monde U19 de 2015. L'équipe des Jeux olympiques de la jeunesse, disputés en 3x3, comprenait De’Janae Boykin, Katie Lou Samuelson et Arike Ogunbowale.
En 2017, elle est une des cinq joueuses universitaires invitées à participer au camp d'entraînement de l'équipe nationale américaine dans sa préparation pour la Coupe du monde 2018
Elle fait partie des douze sélectionnées pour le tournoi olympique de 2020, disputé en 2021 en raison de la pandémie de Covid-19, qui remporte la médaille d'or.

## Palmarès

### En club
- Championne NCAA 2016[6].
- WNBA Commissioner's Cup 2024
- Vainqueur de coupe de France 2021[17].

### En équipe nationale
- Jeux olympiques de la jeunesse de 2014 (3x3)[4].
- Médaille d'or au Championnat des Amériques U18 de 2014[4].
- Médaille d'or au Championnat du monde U19 de 2015[4]
- Médaille d'or aux Jeux olympiques de 2020 à Tokyo[16]
- Médaille d'or aux Jeux olympiques de 2024 à Paris

## Distinctions personnelles

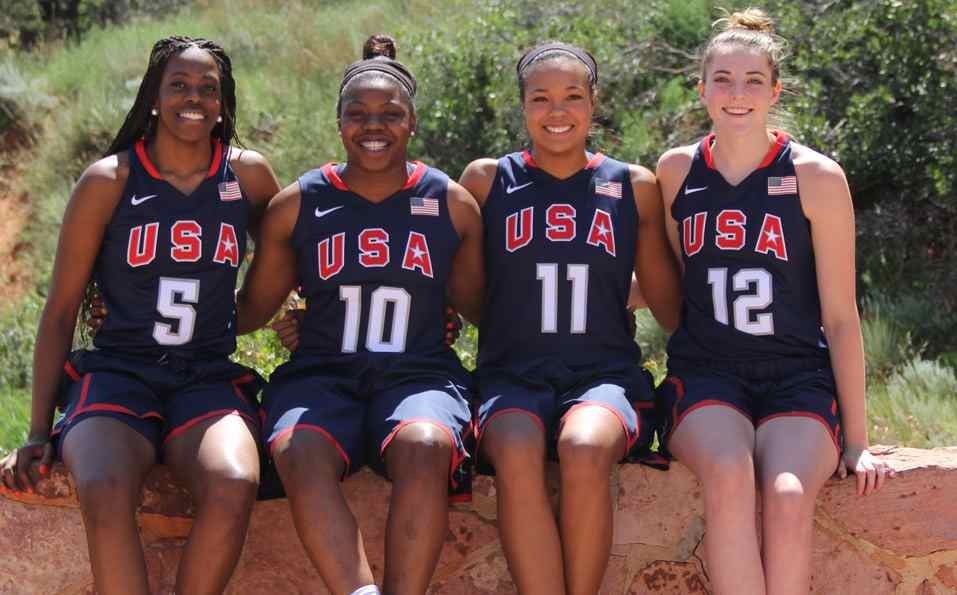
L'équipe américaine U18 de 2014 avec De'janae Boykin, Arike Ogunbowale, Napheesa Collier et Katie Lou Samuelson.

### En universitaires
- Meilleur cinq All-American (2017, 2019[5])
- Meilleure joueuse de l'American Athletic Conference (2017, 2019[5])
- Meilleur cinq de l'American Athletic Conference First Team (2017, 2018, 2019[5])
- Vainqueur du trophée Katrina McClain 2019[5]
- Meilleure défenseuse de l'Athletic Conference 2019[5].

### En WNBA
- WNBA Defensive Player of the  Award (2024)
- 5 sélections aux WNBA All-Star Game (2019, 2021, 2023, 2024 et 2025)
- MVP du All-Star Game WNBA 2025
- 2× All-WNBA First Team (2023, 2024)
- ALL-WNBA Second Team (2020)
- WNBA All-Defensive First Team (2024)
- 2× WNBA All-Defensive Second Team (2020, 2023)
- WNBA Rookie of the Year (2019)
- WNBA All-Rookie Team (2019)
- WNBA Commissioner's Cup MVP (2024)

### En équipe nationale
- Meilleur cinq du Championnat du monde U19 de 2015[4]